# Karam Khand
Le Karam Khand (Pendjabi : « royaume de la grâce », « royaume de l'action » ou « royaume de l'accomplissement ») est, dans le sikhisme, le quatrième des cinq stades spirituels menant vers la compréhension et l'expérience absolues de Dieu. Défini dans le Bani, Il suit le Daram Khand, le Gian Khand et le Saram Khand et précède le Sach Khand.